# Équipe du Costa Rica de football à la Copa América 1997
L'équipe du Costa Rica de football participe à sa 1re Copa América lors de l'édition 1997 qui se tient en Bolivie du 11 juin 1997 au 29 juin 1997. Elle se rend à la compétition en tant que pays invité au même titre que le Mexique.
Les Costariciens sont éliminés en phase de poule en terminant dernier du groupe C.

## Résultat

### Premier tour
| Classement final |            |     |   |   |   |   |    |    |      |
|                  | Équipe     | Pts | J | G | N | P | BP | BC | Diff |
| 1                | Brésil     | 9   | 3 | 3 | 0 | 0 | 10 | 2  | +8   |
| 2                | Mexique    | 4   | 3 | 1 | 1 | 1 | 5  | 5  | 0    |
| 3                | Colombie   | 3   | 3 | 1 | 0 | 2 | 5  | 5  | 0    |
| 4                | Costa Rica | 1   | 3 | 0 | 1 | 2 | 2  | 10 | -8   |

| 13 juin | Brésil   | 5 | 0 | Costa Rica |
| 13 juin | Mexique  | 2 | 1 | Colombie   |
| 16 juin | Brésil   | 3 | 2 | Mexique    |
| 16 juin | Colombie | 4 | 1 | Costa Rica |
| 19 juin | Brésil   | 2 | 0 | Colombie   |
| 19 juin | Mexique  | 1 | 1 | Costa Rica |

| 13 juin 1997 | Brésil                                                              | 5 – 0   | Costa Rica | Estadio Ramón Aguilera (Santa Cruz)                |                                                    |
|              | Djalminha 20e · González 34e (csc) · Ronaldo 47e, 54e · Romário 60e | (2 - 0) |            | Spectateurs : 35 000 Arbitrage : Epifanio González | Spectateurs : 35 000 Arbitrage : Epifanio González |

| 16 juin 1997 | Colombie                                                 | 4 – 1   | Costa Rica | Estadio Ramón Aguilera (Santa Cruz)                  |                                                      |
|              | Morantes 13e, 23e · Cabrera 62e (pen.) · Aristizábal 78e | (2 - 0) | Wright 66e | Spectateurs : 25 000 Arbitrage : Esfandiar Baharmast | Spectateurs : 25 000 Arbitrage : Esfandiar Baharmast |

| 19 juin 1997 | Mexique              | 1 – 1   | Costa Rica  | Estadio Ramón Aguilera (Santa Cruz)                   |                                                       |
|              | Hernández 14e (pen.) | (1 - 0) | Medford 60e | Spectateurs : 15 000 Arbitrage : Juan Carlos Paniagua | Spectateurs : 15 000 Arbitrage : Juan Carlos Paniagua |

## Navigation